# Chelidonisis
Chelidonisis är ett släkte av koralldjur. Chelidonisis ingår i familjen Isididae.
Kladogram enligt Catalogue of Life:
| Chelidonisis | \| \| Chelidonisis aurantiaca \| \| \| \| \| \| Chelidonisis capensis \| \| \| \| \| \| Chelidonisis philippinensis \| \| \| \| |
|              | \| \| Chelidonisis aurantiaca \| \| \| \| \| \| Chelidonisis capensis \| \| \| \| \| \| Chelidonisis philippinensis \| \| \| \| |
|              | Chelidonisis aurantiaca |
|              | |
|              | Chelidonisis capensis |
|              | |
|              | Chelidonisis philippinensis |
|              | |